# Finances
Les finances (derivat del llatí finis, "acabar") són les activitats relacionades amb els fluxos de capital i diner entre individus, empreses, o Estats. Per extensió, també s'anomena finances l'anàlisi de com els inversors destinen els seus béns al llarg del temps sota condicions de certesa i incertesa. Un punt clau en les finances, que afecta les decisions, és el "valor temps dels diners" (time value of money), que estableix que una unitat de la moneda d'avui val més que la mateixa unitat de moneda demà. Les finances tenen com a objectiu als actius dels preus en funció del seu nivell de risc, i de la taxa de retorn esperada. Les finances es pot dividir en tres subcategories diferents: les finances públiques, les finances corporatives i les finances personals.

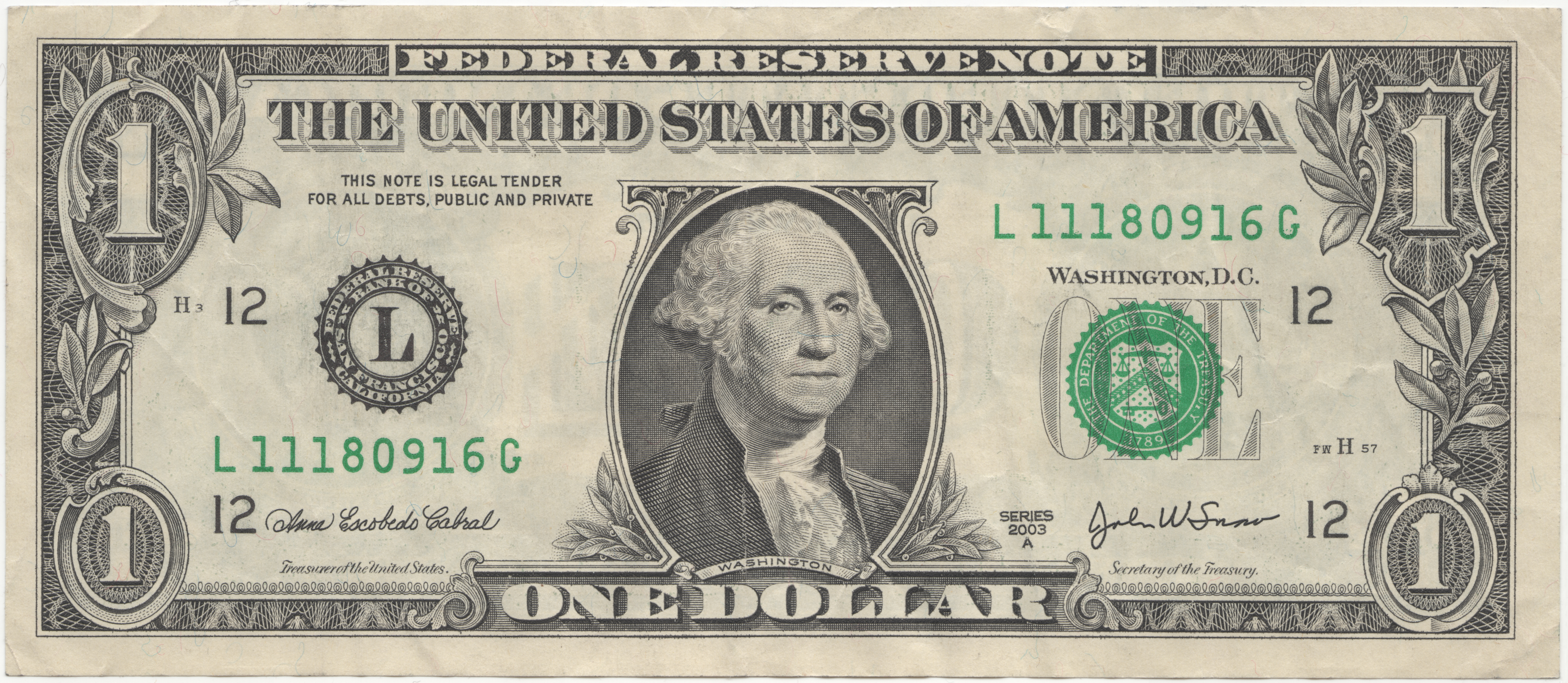
Dollar dels Estats Units.

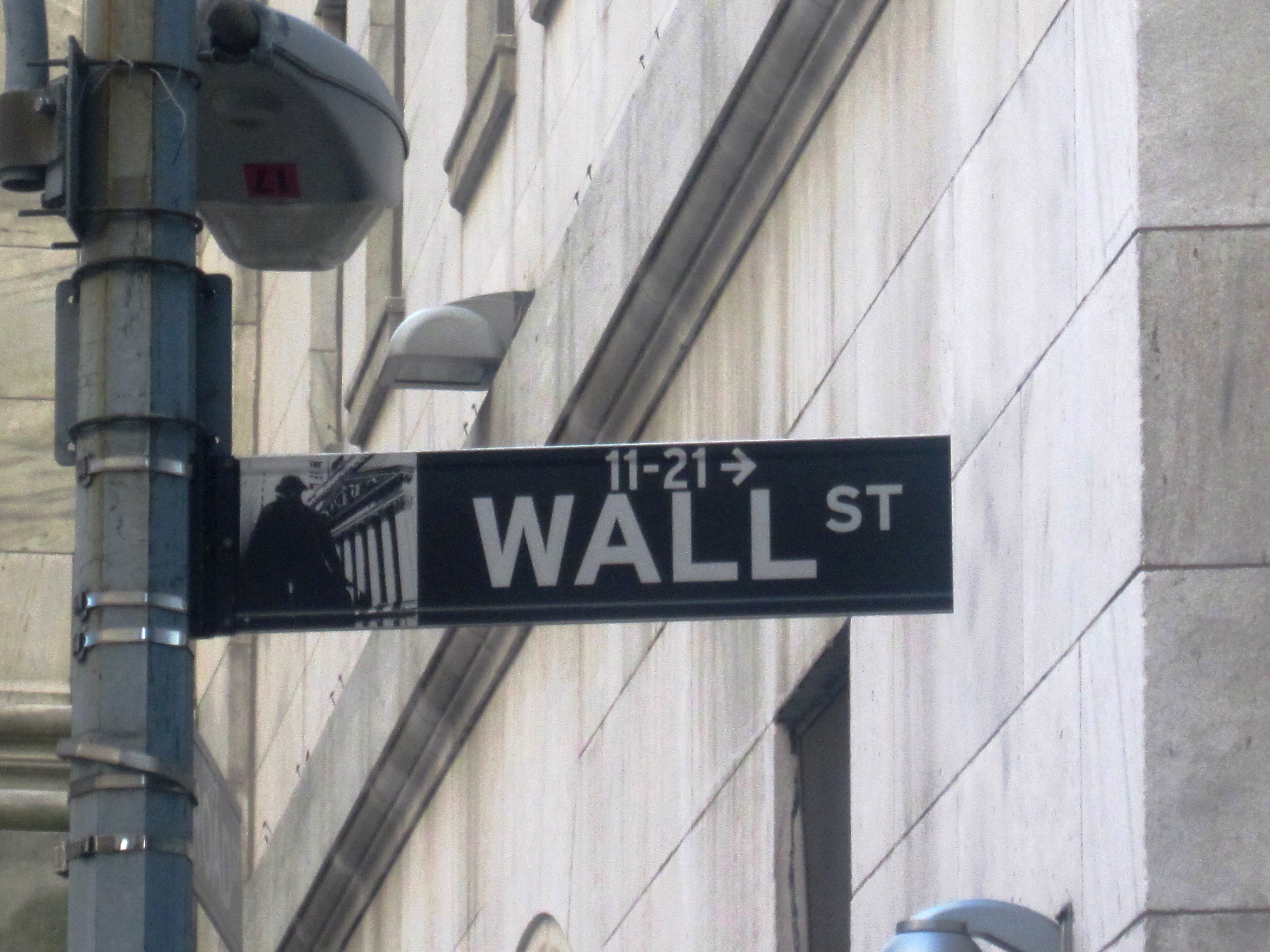
Wall Street, el centre de les finances dels Estats Units.

Les finances són una especialitat o branca de la ciència de l'economia i es dediquen de forma general a l'estudi del diner i particularment està relacionada amb les transaccions i l'administració del diner en el marc de la qual, s'estudia l'obtenció i gestió, per part d'una empresa, un individu, o del mateix Estat, dels fons que necessita per a complir els seus objectius, i dels criteris amb què disposa dels seus actius; és a dir el que fa a l'obtenció i gestió del diner, com també d'altres valors o succedanis del diner, com ho són els títols, els bons, etc. Segons Bodie i Merton, les finances "estudien la manera com els recursos escassos s'assignen a través del temps"
Les finances tracten, per tant, de les condicions i oportunitat en què s'aconsegueix el capital econòmic, dels seus usos, i dels pagaments i interessos que es carreguen a les transaccions del diners.

## Aspectes de les finances
Les finances estan compostes per tres aspectes financers:
- Mercats de diner i de capitals
- Inversions
- Administració financera

L'objectiu principal de les finances és, en teoria, el d'ajudar a les persones físiques o jurídiques a realitzar un correcte ús del seu diner, recolzant-se en eines financeres per assolir una correcta optimització dels recursos.